# Холяц, Янко
Янко Холяц (хорв. Janko Holjac; 17 декабря 1865, Загреб — 25 июля 1939, Загреб, Савская бановина) — хорватский архитектор, профессор Загребского университета и мэр Загреба с 1910 по 1917 год.

## Биография
Янко Холяц родился в декабре 1865 года в Загребе. Окончив в 1882 году одну из гимназий своего родного города, Холяц отправился в Вену, где поочерёдно закончил обучение в Высшей школе прикладного искусства и Академии изобразительных искусств, где в 1887 году под руководством Фридриха фон Шмидта получил диплом архитектора. Закончив обучение, он устроился на работу в архитектурное бюро Людвига Рихтера, где Холяц находился вплоть до 1888 года, пока не принял решение вернуться обратно в Загреб, где он на последующие семь лет занял пост инженера-строителя при правительстве города. В 1897 году Янко Холяц основал собственное архитектурное бюро, в котором за несколько лет работы было создано множество проектов зданий, среди которых особенно выделяются: две, выполненные в русском стиле, церкви: (Введенский собор в Плашках и Церковь Покрова Пресвятой Богородицы в Петровцах), Церковь Святой Екатерины в деревне Невинац и дворец правосудия в Осиеке.
В 1904 году Холяц дал старт своей политической карьере, заняв в Хорватском саборе кресло депутата от своего родного города. В 1910 году Холяц был избран на должность мэра Загреба, за семь лет пребывания на которой он поспособствовал завершению электрификации трамвайной линии, благоустройством набережной Штроссмайера, постройкой Университетской библиотеки и основанием в 1914 году Городского сберегательного банка. За плодотворную деятельность на посту мэра, Холяц в 1914 году был переизбран в Хорватский сабор. После ухода с поста мэра и освобождения кресла в парламенте, Холяц посвятил себя преподаванию, пополнив в 1920 году преподавательский штат Загребского университета, где за три года работы он достиг должности профессора и на 1928/29 учебный год занял пост декана Технического факультета. В 1935 году, за четыре года до своей смерти, он был избран в члены Югославской академии наук и искусств.